# Convocazioni per la FIFA Confederations Cup 2017
Elenco dei giocatori convocati da ciascuna Nazionale di calcio partecipante alla FIFA Confederations Cup 2017.
La squadra di appartenenza, le presenze e le reti sono relative alla data della convocazione; l'età, invece, al 17 giugno 2017, data di inizio della manifestazione.

## Gruppo A

### Messico
Commissario tecnico:  Juan Carlos Osorio
| N. | Pos. | Giocatore           | Data nascita (età)          | Pres. | Reti | Squadra               |
| -- | ---- | ------------------- | --------------------------- | ----- | ---- | --------------------- |
| 1  | P    | Rodolfo Cota        | 3 luglio 1987 (29 anni)     | 1     | -1   | Guadalajara           |
| 2  | D    | Néstor Araujo       | 29 agosto 1991 (25 anni)    | 15    | 2    | Santos Laguna         |
| 3  | D    | Carlos Salcedo      | 29 settembre 1993 (23 anni) | 9     | 0    | Eintracht Francoforte |
| 4  | D    | Rafael Márquez      | 13 febbraio 1979 (38 anni)  | 139   | 18   | Atlas                 |
| 5  | D    | Diego Reyes         | 19 settembre 1992 (24 anni) | 43    | 1    | Espanyol              |
| 6  | C    | Jonathan dos Santos | 26 aprile 1990 (27 anni)    | 22    | 0    | Villarreal            |
| 7  | C    | Miguel Layún        | 25 giugno 1988 (28 anni)    | 51    | 5    | Porto                 |
| 8  | A    | Marco Fabián        | 21 luglio 1989 (27 anni)    | 34    | 8    | Eintracht Francoforte |
| 9  | A    | Raúl Jiménez        | 5 maggio 1991 (26 anni)     | 51    | 10   | Benfica               |
| 10 | C    | Giovani dos Santos  | 11 maggio 1989 (28 anni)    | 95    | 18   | LA Galaxy             |
| 11 | C    | Carlos Vela         | 1º marzo 1989 (28 anni)     | 53    | 16   | Real Sociedad         |
| 12 | P    | Alfredo Talavera    | 18 settembre 1982 (34 anni) | 27    | -15  | Toluca                |
| 13 | P    | Guillermo Ochoa     | 13 luglio 1985 (31 anni)    | 81    | -56  | Granada               |
| 14 | A    | Javier Hernández    | 1º giugno 1988 (29 anni)    | 91    | 47   | Bayer Leverkusen      |
| 15 | D    | Héctor Moreno       | 17 gennaio 1988 (29 anni)   | 78    | 2    | PSV                   |
| 16 | C    | Héctor Herrera      | 19 aprile 1990 (27 anni)    | 52    | 4    | Porto                 |
| 17 | C    | Jürgen Damm         | 7 novembre 1992 (24 anni)   | 6     | 1    | Tigres UANL           |
| 18 | C    | Andrés Guardado     | 28 settembre 1986 (30 anni) | 136   | 24   | PSV                   |
| 19 | A    | Oribe Peralta       | 12 gennaio 1984 (33 anni)   | 55    | 23   | América               |
| 20 | C    | Javier Aquino       | 11 febbraio 1990 (27 anni)  | 42    | 0    | Tigres UANL           |
| 21 | D    | Luis Ricardo Reyes  | 3 aprile 1991 (26 anni)     | 3     | 0    | Atlas                 |
| 22 | A    | Hirving Lozano      | 30 luglio 1995 (21 anni)    | 14    | 1    | Pachuca               |
| 23 | D    | Oswaldo Alanís      | 18 marzo 1989 (28 anni)     | 14    | 1    | Guadalajara           |

### Nuova Zelanda
Lista dei convocati resa nota il 26 maggio 2017.
Commissario tecnico:  Anthony Hudson
| N. | Pos. | Giocatore                | Data nascita (età)          | Pres. | Reti | Squadra             |
| -- | ---- | ------------------------ | --------------------------- | ----- | ---- | ------------------- |
| 1  | P    | Stefan Marinovic         | 7 ottobre 1991 (25 anni)    | 14    | -6   | Unterhaching        |
| 2  | D    | Sam Brotherton           | 2 ottobre 1996 (20 anni)    | 7     | 0    | Sunderland          |
| 3  | D    | Deklan Wynne             | 20 marzo 1995 (22 anni)     | 7     | 0    | Vancouver Whitecaps |
| 4  | D    | Themistoklīs Tzīmopoulos | 20 novembre 1985 (31 anni)  | 10    | 1    | PAS Giannina        |
| 5  | D    | Michael Boxall           | 18 agosto 1988 (28 anni)    | 22    | 0    | SuperSport Utd      |
| 6  | C    | Bill Tuiloma             | 23 marzo 1995 (22 anni)     | 16    | 0    | Olympique Marsiglia |
| 7  | A    | Kosta Barbarouses        | 19 febbraio 1990 (27 anni)  | 37    | 3    | Wellington Phoenix  |
| 8  | C    | Michael McGlinchey       | 7 gennaio 1987 (30 anni)    | 42    | 4    | Wellington Phoenix  |
| 9  | A    | Chris Wood               | 7 dicembre 1991 (25 anni)   | 47    | 19   | Leeds Utd           |
| 10 | A    | Shane Smeltz             | 29 settembre 1981 (35 anni) | 53    | 24   | Pusamania Borneo    |
| 11 | C    | Marco Rojas              | 5 novembre 1991 (25 anni)   | 32    | 5    | Melbourne Victory   |
| 12 | P    | Glen Moss                | 19 gennaio 1983 (34 anni)   | 29    | -42  | Newcastle Jets      |
| 13 | A    | Monty Patterson          | 9 dicembre 1996 (20 anni)   | 9     | 1    | Ipswich Town        |
| 14 | C    | Ryan Thomas              | 20 dicembre 1994 (22 anni)  | 9     | 2    | PEC Zwolle          |
| 15 | C    | Clayton Lewis            | 12 febbraio 1997 (20 anni)  | 8     | 0    | Auckland City       |
| 16 | D    | Dane Ingham              | 6 agosto 1999 (17 anni)     | 1     | 0    | Brisbane Roar       |
| 17 | D    | Thomas Doyle             | 30 giugno 1992 (24 anni)    | 4     | 0    | Wellington Phoenix  |
| 18 | D    | Kip Colvey               | 15 marzo 1994 (23 anni)     | 8     | 0    | S.J. Earthquakes    |
| 19 | C    | Alex Rufer               | 12 giugno 1996 (21 anni)    | 3     | 0    | Wellington Phoenix  |
| 20 | D    | Tommy Smith              | 31 marzo 1990 (27 anni)     | 31    | 2    | Ipswich Town        |
| 21 | D    | Storm Roux               | 13 gennaio 1993 (24 anni)   | 7     | 0    | C.C. Mariners       |
| 22 | D    | Andrew Durante           | 3 maggio 1982 (35 anni)     | 15    | 0    | Wellington Phoenix  |
| 23 | P    | Tamati Williams          | 19 gennaio 1984 (33 anni)   | 1     | 0    | RKC Waalwijk        |

### Portogallo
Lista dei convocati resa nota il 26 maggio 2017. Il 7 giugno 2017, João Mário dà forfait a causa di un problema alla gamba destra, viene sostituito da Nélson Semedo.
Commissario tecnico:  Fernando Santos
| N. | Pos. | Giocatore         | Data nascita (età)          | Pres. | Reti | Squadra               |
| -- | ---- | ----------------- | --------------------------- | ----- | ---- | --------------------- |
| 1  | P    | Rui Patrício      | 15 febbraio 1988 (29 anni)  | 57    | -54  | Sporting Lisbona      |
| 2  | D    | Bruno Alves       | 27 novembre 1981 (35 anni)  | 89    | 11   | Rangers               |
| 3  | D    | Pepe              | 26 febbraio 1983 (34 anni)  | 82    | 4    | Real Madrid           |
| 4  | D    | José Fonte        | 22 dicembre 1983 (33 anni)  | 21    | 0    | West Ham Utd          |
| 5  | D    | Raphael Guerreiro | 22 dicembre 1993 (23 anni)  | 17    | 2    | Borussia Dortmund     |
| 6  | D    | Neto              | 26 maggio 1988 (29 anni)    | 11    | 0    | Zenit San Pietroburgo |
| 7  | A    | Cristiano Ronaldo | 5 febbraio 1985 (32 anni)   | 138   | 71   | Real Madrid           |
| 8  | C    | João Moutinho     | 8 settembre 1986 (30 anni)  | 96    | 5    | Monaco                |
| 9  | A    | André Silva       | 6 novembre 1995 (21 anni)   | 6     | 5    | Porto                 |
| 10 | C    | Bernardo Silva    | 10 agosto 1994 (22 anni)    | 11    | 1    | Monaco                |
| 11 | D    | Nélson Semedo     | 16 novembre 1993 (23 anni)  | 2     | 0    | Benfica               |
| 12 | P    | Beto              | 1º maggio 1982 (35 anni)    | 11    | -7   | Sporting Lisbona      |
| 13 | C    | Danilo Pereira    | 9 settembre 1991 (25 anni)  | 17    | 1    | Porto                 |
| 14 | C    | William Carvalho  | 7 aprile 1992 (25 anni)     | 31    | 1    | Sporting Lisbona      |
| 15 | C    | André Gomes       | 30 luglio 1993 (23 anni)    | 19    | 0    | Barcellona            |
| 16 | C    | Pizzi             | 6 ottobre 1989 (27 anni)    | 6     | 2    | Benfica               |
| 17 | A    | Nani              | 17 novembre 1986 (30 anni)  | 106   | 23   | Valencia              |
| 18 | A    | Gelson Martins    | 11 maggio 1995 (22 anni)    | 4     | 0    | Sporting Lisbona      |
| 19 | D    | Eliseu            | 1º ottobre 1983 (33 anni)   | 20    | 1    | Benfica               |
| 20 | A    | Ricardo Quaresma  | 26 settembre 1983 (33 anni) | 64    | 8    | Beşiktaş              |
| 21 | D    | Cédric Soares     | 31 agosto 1991 (25 anni)    | 18    | 0    | Southampton           |
| 22 | P    | José Sá           | 17 gennaio 1993 (24 anni)   | 0     | 0    | Porto                 |
| 23 | C    | Adrien Silva      | 15 marzo 1989 (28 anni)     | 15    | 0    | Sporting Lisbona      |

### Russia
Commissario tecnico:  Stanislav Cherchesov
| N. | Pos. | Giocatore          | Data nascita (età)         | Pres. | Reti | Squadra               |
| -- | ---- | ------------------ | -------------------------- | ----- | ---- | --------------------- |
| 1  | P    | Igor' Akinfeev     | 8 aprile 1986 (31 anni)    | 97    | -38  | CSKA Mosca            |
| 2  | D    | Igor' Smol'nikov   | 8 agosto 1988 (28 anni)    | 19    | 0    | Zenit San Pietroburgo |
| 3  | D    | Roman Šiškin       | 27 gennaio 1987 (30 anni)  | 14    | 0    | Krasnodar             |
| 4  | C    | Jurij Gazinskij    | 20 luglio 1989 (27 anni)   | 5     | 0    | Krasnodar             |
| 5  | D    | Viktor Vasin       | 6 ottobre 1988 (28 anni)   | 5     | 1    | CSKA Mosca            |
| 6  | D    | Georgij Džikija    | 21 novembre 1993 (23 anni) | 1     | 0    | Spartak Mosca         |
| 7  | A    | Dmitrij Poloz      | 12 luglio 1991 (25 anni)   | 9     | 1    | Rostov                |
| 8  | C    | Denis Glušakov     | 27 gennaio 1987 (30 anni)  | 50    | 5    | Spartak Mosca         |
| 9  | A    | Fëdor Smolov       | 5 febbraio 1990 (27 anni)  | 20    | 7    | Krasnodar             |
| 10 | C    | Ruslan Kambolov    | 1º gennaio 1990 (27 anni)  | 1     | 0    | Rubin                 |
| 11 | A    | Aleksandr Bucharov | 12 marzo 1985 (32 anni)    | 5     | 1    | Rostov                |
| 12 | P    | Vladimir Gabulov   | 19 ottobre 1983 (33 anni)  | 10    | -6   | Arsenal Tula          |
| 13 | D    | Fëdor Kudrjašov    | 5 aprile 1987 (30 anni)    | 7     | 0    | Rostov                |
| 14 | D    | Ilya Kutepov       | 29 luglio 1993 (23 anni)   | 4     | 0    | Spartak Mosca         |
| 15 | C    | Aleksej Mirančuk   | 17 ottobre 1995 (21 anni)  | 8     | 2    | Lokomotiv Mosca       |
| 16 | P    | Guilherme          | 12 dicembre 1985 (31 anni) | 2     | -2   | Lokomotiv Mosca       |
| 17 | C    | Aleksandr Golovin  | 30 maggio 1996 (21 anni)   | 11    | 2    | CSKA Mosca            |
| 18 | C    | Jurij Žirkov       | 20 agosto 1983 (33 anni)   | 74    | 2    | Zenit San Pietroburgo |
| 19 | C    | Aleksandr Samedov  | 19 luglio 1984 (32 anni)   | 38    | 5    | Spartak Mosca         |
| 20 | A    | Maksim Kanunnikov  | 14 luglio 1991 (25 anni)   | 11    | 0    | Rubin                 |
| 21 | C    | Aleksandr Erochin  | 13 ottobre 1989 (27 anni)  | 7     | 0    | Rostov                |
| 22 | C    | Dmitri Tarasov     | 18 marzo 1987 (30 anni)    | 5     | 1    | Lokomotiv Mosca       |
| 23 | D    | Dmitrij Kombarov   | 22 gennaio 1987 (30 anni)  | 43    | 2    | Spartak Mosca         |

## Gruppo B

### Australia
Lista dei convocati resa nota il 31 maggio 2017. Il 13 giugno 2017 Mile Jedinak dà forfait a causa di un infortunio all'inguine, viene sostituito da James Jeggo.
Allenatore:  Ange Postecoglou
| N. | Pos. | Giocatore         | Data nascita (età)          | Pres. | Reti | Squadra            |
| -- | ---- | ----------------- | --------------------------- | ----- | ---- | ------------------ |
| 1  | P    | Mathew Ryan       | 8 aprile 1992 (25 anni)     | 31    | -30  | Genk               |
| 2  | D    | Miloš Degenek     | 28 aprile 1994 (23 anni)    | 7     | 0    | Yokohama F·Marinos |
| 3  | D    | Brad Smith        | 9 aprile 1994 (23 anni)     | 16    | 0    | Bournemouth        |
| 4  | A    | Tim Cahill        | 6 dicembre 1979 (37 anni)   | 96    | 48   | Melbourne City     |
| 5  | C    | Mark Milligan     | 4 agosto 1985 (31 anni)     | 55    | 5    | Baniyas            |
| 6  | D    | Dylan McGowan     | 6 agosto 1991 (25 anni)     | 0     | 0    | Paços Ferreira     |
| 7  | A    | Mathew Leckie     | 4 febbraio 1991 (26 anni)   | 39    | 5    | Ingolstadt 04      |
| 8  | D    | Bailey Wright     | 28 luglio 1992 (24 anni)    | 14    | 1    | Bristol City       |
| 9  | A    | Tomi Jurić        | 22 luglio 1991 (25 anni)    | 22    | 4    | Lucerna            |
| 10 | A    | Robbie Kruse      | 5 ottobre 1988 (28 anni)    | 50    | 4    | svincolato         |
| 11 | A    | Jamie Maclaren    | 29 luglio 1993 (23 anni)    | 2     | 0    | Brisbane Roar      |
| 12 | P    | Mitchell Langerak | 22 agosto 1988 (28 anni)    | 7     | -13  | Stoccarda          |
| 13 | C    | Aaron Mooy        | 15 settembre 1990 (26 anni) | 22    | 5    | Huddersfield Town  |
| 14 | C    | James Troisi      | 3 luglio 1988 (28 anni)     | 28    | 4    | Melbourne Victory  |
| 15 | C    | James Jeggo       | 12 febbraio 1992 (25 anni)  | 0     | 0    | Sturm Graz         |
| 16 | D    | Aziz Behich       | 16 dicembre 1990 (26 anni)  | 12    | 2    | Bursaspor          |
| 17 | C    | Ajdin Hrustic     | 5 luglio 1996 (20 anni)     | 0     | 0    | Groningen          |
| 18 | P    | Danny Vukovic     | 27 febbraio 1985 (32 anni)  | 0     | 0    | Sydney FC          |
| 19 | D    | Ryan McGowan      | 15 agosto 1989 (27 anni)    | 18    | 0    | Guizhou Zhicheng   |
| 20 | D    | Trent Sainsbury   | 5 gennaio 1992 (25 anni)    | 22    | 3    | Inter              |
| 21 | C    | Massimo Luongo    | 25 settembre 1992 (24 anni) | 24    | 5    | QPR                |
| 22 | C    | Jackson Irvine    | 7 marzo 1993 (24 anni)      | 9     | 1    | Burton Albion      |
| 23 | C    | Tom Rogić         | 16 dicembre 1992 (24 anni)  | 18    | 4    | Celtic             |

### Camerun
Commissario Tecnico:  Hugo Broos
| N. | Pos. | Giocatore              | Data nascita (età)          | Pres. | Reti | Squadra             |
| -- | ---- | ---------------------- | --------------------------- | ----- | ---- | ------------------- |
| 1  | P    | Fabrice Ondoa          | 24 dicembre 1995 (21 anni)  | 31    | -12  | Siviglia Atlético   |
| 2  | D    | Ernest Mabouka         | 16 giugno 1988 (29 anni)    | 4     | 0    | Žilina              |
| 3  | C    | André Zambo Anguissa   | 16 novembre 1995 (21 anni)  | 2     | 0    | Olympique Marsiglia |
| 4  | D    | Adolphe Teikeu         | 23 giugno 1990 (26 anni)    | 13    | 0    | Sochaux             |
| 5  | D    | Michael Ngadeu-Ngadjui | 23 novembre 1990 (26 anni)  | 14    | 2    | Slavia Praga        |
| 6  | D    | Ambroise Oyongo        | 22 giugno 1991 (25 anni)    | 31    | 2    | Montréal Impact     |
| 7  | A    | Moumi Ngamaleu         | 9 luglio 1994 (22 anni)     | 8     | 2    | Altach              |
| 8  | A    | Benjamin Moukandjo     | 12 novembre 1988 (28 anni)  | 50    | 10   | Lorient             |
| 9  | A    | Jacques Zoua           | 6 settembre 1991 (25 anni)  | 23    | 0    | Kaiserslautern      |
| 10 | A    | Vincent Aboubakar      | 22 gennaio 1992 (25 anni)   | 56    | 16   | Beşiktaş            |
| 11 | C    | Olivier Boumal         | 17 settembre 1989 (27 anni) | 0     | 0    | Panathīnaïkos       |
| 12 | D    | Jérôme Guihoata        | 7 ottobre 1994 (22 anni)    | 2     | 0    | Paniōnios           |
| 13 | A    | Christian Bassogog     | 18 ottobre 1995 (21 anni)   | 11    | 2    | Henan Jianye        |
| 14 | C    | Georges Mandjeck       | 9 dicembre 1988 (28 anni)   | 38    | 0    | Metz                |
| 15 | C    | Sébastien Siani        | 21 dicembre 1986 (30 anni)  | 18    | 2    | Ostenda             |
| 16 | P    | André Onana            | 2 aprile 1996 (21 anni)     | 1     | 0    | Ajax                |
| 17 | C    | Arnaud Djoum           | 2 maggio 1989 (28 anni)     | 10    | 0    | Hearts              |
| 18 | A    | Robert Ndip Tambe      | 22 febbraio 1994 (23 anni)  | 9     | 0    | Spartak Trnava      |
| 19 | D    | Collins Faï            | 13 agosto 1992 (24 anni)    | 11    | 0    | Standard Liegi      |
| 20 | A    | Karl Toko Ekambi       | 14 settembre 1992 (24 anni) | 14    | 2    | Angers              |
| 21 | D    | Lucien Owona           | 9 agosto 1990 (26 anni)     | 0     | 0    | Alcorcón            |
| 22 | D    | Jonathan Ngwem         | 20 luglio 1991 (25 anni)    | 9     | 0    | Progresso           |
| 23 | P    | Georges Bokwé          | 14 luglio 1989 (27 anni)    | 0     | 0    | Mjøndalen           |

### Cile
Commissario tecnico:  Juan Antonio Pizzi
| N. | Pos. | Giocatore          | Data nascita (età)          | Pres. | Reti | Squadra              |
| -- | ---- | ------------------ | --------------------------- | ----- | ---- | -------------------- |
| 1  | P    | Claudio Bravo      | 13 aprile 1983 (34 anni)    | 112   | -116 | Manchester City      |
| 2  | D    | Eugenio Mena       | 18 luglio 1988 (28 anni)    | 50    | 3    | Sport Recife         |
| 3  | D    | Enzo Roco          | 16 agosto 1992 (24 anni)    | 16    | 1    | Cruz Azul            |
| 4  | D    | Mauricio Isla      | 12 giugno 1988 (29 anni)    | 88    | 3    | Cagliari             |
| 5  | C    | Francisco Silva    | 11 febbraio 1986 (31 anni)  | 31    | 0    | Cruz Azul            |
| 6  | C    | José Fuenzalida    | 22 febbraio 1985 (32 anni)  | 42    | 3    | Universidad Católica |
| 7  | A    | Alexis Sánchez     | 19 dicembre 1988 (28 anni)  | 108   | 37   | Arsenal              |
| 8  | C    | Arturo Vidal       | 22 maggio 1987 (30 anni)    | 88    | 22   | Bayern Monaco        |
| 9  | A    | Ángelo Sagal       | 18 aprile 1993 (24 anni)    | 4     | 2    | Huachipato           |
| 10 | C    | Pablo Hernandez    | 24 settembre 1986 (30 anni) | 13    | 3    | Celta Vigo           |
| 11 | A    | Eduardo Vargas     | 20 novembre 1989 (27 anni)  | 70    | 32   | Tigres UANL          |
| 12 | P    | Cristopher Toselli | 15 giugno 1988 (29 anni)    | 9     | -6   | Universidad Católica |
| 13 | D    | Paulo Díaz         | 24 marzo 1994 (23 anni)     | 4     | 0    | San Lorenzo          |
| 14 | C    | Felipe Gutiérrez   | 8 ottobre 1990 (26 anni)    | 32    | 4    | Internacional        |
| 15 | D    | Jean Beausejour    | 1º giugno 1984 (33 anni)    | 90    | 6    | Universidad de Chile |
| 16 | C    | Martín Rodríguez   | 5 agosto 1994 (22 anni)     | 2     | 0    | Cruz Azul            |
| 17 | D    | Gary Medel         | 3 agosto 1987 (29 anni)     | 99    | 7    | Inter                |
| 18 | D    | Gonzalo Jara       | 29 agosto 1985 (31 anni)    | 101   | 3    | Universidad de Chile |
| 19 | C    | Leonardo Valencia  | 25 aprile 1991 (26 anni)    | 5     | 0    | Palestino            |
| 20 | C    | Charles Aránguiz   | 17 aprile 1989 (28 anni)    | 56    | 7    | Bayer Leverkusen     |
| 21 | C    | Marcelo Díaz       | 30 dicembre 1986 (30 anni)  | 53    | 1    | Celta Vigo           |
| 22 | A    | Edson Puch         | 4 settembre 1986 (30 anni)  | 16    | 2    | Necaxa               |
| 23 | P    | Johnny Herrera     | 9 maggio 1981 (36 anni)     | 17    | -12  | Universidad de Chile |

### Germania
Allenatore:  Joachim Löw
Lista dei convocati resa nota il 17 maggio 2017. Leroy Sané e Diego Demme hanno dato forfait a causa di un infortunio e non saranno sostituiti.
| N. | Pos. | Giocatore             | Data nascita (età)          | Pres. | Reti | Squadra             |
| -- | ---- | --------------------- | --------------------------- | ----- | ---- | ------------------- |
| 1  | P    | Kevin Trapp           | 8 luglio 1990 (26 anni)     | 0     | 0    | Paris Saint-Germain |
| 2  | D    | Shkodran Mustafi      | 17 aprile 1992 (25 anni)    | 15    | 1    | Arsenal             |
| 3  | D    | Jonas Hector          | 27 maggio 1990 (27 anni)    | 27    | 3    | Colonia             |
| 4  | D    | Matthias Ginter       | 19 gennaio 1994 (23 anni)   | 9     | 0    | Borussia Dortmund   |
| 5  | D    | Marvin Plattenhardt   | 26 gennaio 1992 (25 anni)   | 0     | 0    | Hertha Berlino      |
| 6  | D    | Benjamin Henrichs     | 23 febbraio 1997 (20 anni)  | 1     | 0    | Bayer Leverkusen    |
| 7  | C    | Julian Draxler        | 20 settembre 1993 (23 anni) | 28    | 3    | Paris Saint-Germain |
| 8  | C    | Leon Goretzka         | 6 febbraio 1995 (22 anni)   | 3     | 0    | Schalke 04          |
| 9  | A    | Sandro Wagner         | 29 novembre 1987 (29 anni)  | 0     | 0    | Hoffenheim          |
| 10 | C    | Kerem Demirbay        | 3 luglio 1993 (23 anni)     | 0     | 0    | Hoffenheim          |
| 11 | A    | Timo Werner           | 6 marzo 1996 (21 anni)      | 1     | 0    | RB Lipsia           |
| 12 | P    | Bernd Leno            | 4 marzo 1992 (25 anni)      | 4     | -3   | Bayer Leverkusen    |
| 13 | A    | Lars Stindl           | 26 agosto 1988 (28 anni)    | 0     | 0    | Borussia M'gladbach |
| 14 | C    | Emre Can              | 12 gennaio 1994 (23 anni)   | 8     | 0    | Liverpool           |
| 15 | A    | Amin Younes           | 6 agosto 1993 (23 anni)     | 0     | 0    | Ajax                |
| 16 | D    | Antonio Rüdiger       | 3 marzo 1993 (24 anni)      | 12    | 0    | Chelsea             |
| 17 | D    | Niklas Süle           | 3 settembre 1995 (21 anni)  | 1     | 0    | Hoffenheim          |
| 18 | D    | Joshua Kimmich        | 8 febbraio 1995 (22 anni)   | 13    | 1    | Bayern Monaco       |
| 19 | C    | Leroy Sané            | 11 gennaio 1996 (21 anni)   | 6     | 0    | Manchester City     |
| 20 | C    | Julian Brandt         | 2 maggio 1996 (21 anni)     | 5     | 0    | Bayer Leverkusen    |
| 21 | C    | Sebastian Rudy        | 28 febbraio 1990 (27 anni)  | 14    | 0    | Hoffenheim          |
| 22 | P    | Marc-André ter Stegen | 30 aprile 1992 (25 anni)    | 9     | -14  | Barcellona          |
| 23 | C    | Diego Demme           | 21 novembre 1991 (25 anni)  | 0     | 0    | RB Lipsia           |